# ジェローム・アドルフ・ブランキ

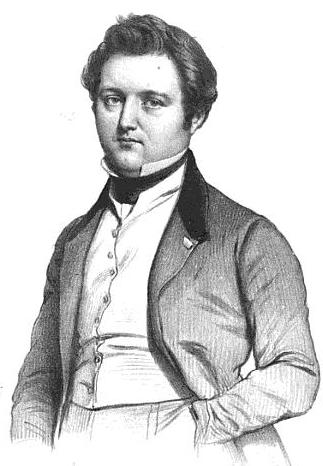

ジェローム=アドルフ・ブランキ（Jérôme-Adolphe Blanqui、1798年11月21日 - 1854年1月28日）は、フランスの経済学者。労働経済学及び経済史、経済思想史に貢献した。1837年、産業革命という言葉を初めて使った

## 略歴
1798年、ニースでジロンド派の政治家ジャン・ドミニク・ブランキの息子として生まれる。弟は革命家のルイ・オーギュスト・ブランキ。1833年、フランス国立工芸院で政治経済のジャン＝バティスト・セイの後継者として学部長に任命された。
1826年、Resume de l'histoire du commerce et de l'industrieを著す。労働経済学に対する攻究を利用した見事な要約だった。
1837年、Histoire de l'économie politique en Europeを著す。その有用性のために国際的な人気を博した。1854年、パリで死去。

## 著作
- Resume de l'histoire du commerce et de l'industrie, 1826
- Histoire de l'économie politique en Europe, 1837 『欧州経済思想史』、吉田啓一(訳)、有信堂、1965